# Христо Друмев
Христо Христов Друмев е български деец на културата, директор на НДК до май 2011 година.

## Биография
Роден е на 7 август 1932 година в семейство на заможен капиталист преди 9 септември 1944 г. Баща му Христо Друмев е представител на германска фирма и след национализацията губи цялото си състояние.
Завършва юридическо образование. Благодарение на това, че владее чужди езици, става аташе във Външното министерство и отговаря за „целия американски контингент“, като е назначен благодарение на д-р Минчо Нейчев, бивш служител във фирмата на баща му, тогава министър на правосъдието, с авторитет и влияние в Министерството на външните работи. След смъртта наНейчев е уволнен поради „политическа непригодност“ и се занимава с ремонтиране на пишещи машини и с покер (по-късно отказва покера заради съпругата си и го заменя с бридж). След като е уволнен, е привлечен към българското разузнаване от негов бивш колега от Външното министерство.
Юрисконсулт е 5 години на „Техноекспортстрой“ в Средния изток. След завръщането си от Багдад става директор в предприятието „Филм България“, обикаля международни фестивали и търгува с кинематографична продукция. Сключва договор с „Метро Голдуин Майер“, с което за първи път внася в България класически американски филми.
Културен аташе е в българския културен дом „Витгенщайн“ във Виена до 1988 година. Генерален директор е на Националния дворец на културата от 1988 г. до 4 май 2011 или общо 24 години.
През 1994 г. става учредител и председател на Управителния съвет на Съюз „Произведено в България“, от 1994 г. е председател на Фондация „Доверие и закрила“, вицепрезидент е на Българския инвестиционен форум. Член е на борд Superbrands в БТПП.
Христо Друмев е бил президент и на Българската федерация по бридж; 2 пъти е световен шампион по бридж – в Лил през 1998 г. и в Монреал през 2002 г. Член на Надзорния съвет на ПФК „Левски“.
Умира на 28 юни 2023 г. на 90-годишна възраст.

## Противоречия

### Сътрудник на ДС и РУ-ГЩ
Според пресата 31 години Христо Друмев е бил агент и секретен сътрудник на ДС и на Разузнавателното управление на Генералния щаб с псевдонимите Драганов и Борил. Служил е общо с 22 ръководители. Досието му в архивите е в 10 тома. За сътрудничеството си е получавал възнаграждение. Пише донесения срещу 2 жени, въз основа на които те попадат в затвора. Това разкрива Комисията по досиетата, доказвайки, че Друмев е получавал пари срещу собственоръчно написани сведения.
Според други източници тайните служби оценяват качествата му и го подлагат на няколко теста. Първата му дълготрайна задгранична командировка е в Ирак, където остава 5 г. като юрисконсулт и преводач на „Техноекспортстрой“. Сред най-добрите му приятели в Багдад е индийският посланик Сен Гупта, с когото печелят няколко бридж турнира. Една сутрин индиецът пристига в жилището му с новина: „тази нощ ще има преврат, ще бъде обявено военно положение и няма да може да се излиза няколко дни“. Предлага му да намерят още 4-ма и така 6-имата да играят 3-4 дни бридж в неговата резиденция на брега на р. Тигър.
Успява да разбере и кои ще са извършителите на преврата. Българските служби са смаяни как така стотици съветски и други разузнавачи в страната не са подушили нищо. Донесението е изключително ценно: превратът е успешен, на власт идват Хасан ал-Бакр и прочулият се по-късно негов наследник Саддам Хусейн. За българския разузнавач следва награда от 200 лева и медал.

### Генерален директор на НДК
Подозрения за „тъмни сделки“ в НДК са повод Държавният финансов инспекторат да проведе одит за дейността на дружеството през последните 2 години, в началото на който са открити множество нарушения при обществените поръчки, заради което по-късно Друмев е отстранен с цялото останало ръководство на комплекса. Друмев твърди в интервюта, че се е старал максимално да опази целостта на комплекса.
Тогава вицепремиерът Симеон Дянков казва, че „палитрата от нарушения в обществените поръчки в НДК е толкова широка, че финансовият инспекторат смята да напише наръчник“. Според справката, публикувана на сайта на Агенцията за държавна финансова инспекция, на Двореца на културата в столицата са констатирани 49 нарушения на разни нормативни актове. Проверката приключва с 44 акта за установени административни нарушения и вреди за крупната сума от (едва) 1600 лева.
Според министър Вежди Рашидов постъпления към Министерство на културата никога не са идвали от НДК, въпреки че министерството е негов собственик. В същото време обаче комплексът не е получавал държавно финансиране, за разлика от останалите културни учреждения в страната.
На 4 май 2011 г. с решение на правителството Друмев е отстранен от поста генерален директор на НДК заедно с цялото останало ръководство. Друмев явно не е уведомен за промените и, докато министър Дянков съобщава публично за смяната на ръководството на НДК, Друмев обявява на пресконференция програмата за Салона на изкуствата и честванията на 30-годишнината на Националния дворец на културата.

## Награди
- „Орден за заслуги на президента на Франция“,
- „Кирил и Методий“ – първа степен
- Орден Стара планина – първа степен (2002 г.)[4].

## Личен живот
Женен е за известната българска юристка и парламентаристка Емилия Друмева, съдийка в Конституционния съд на Република България. Имат две дъщери.